# 爽快パンク
爽快パンク（そうかいパンク）は、ニュースタッフエージェンシーに所属していた日本のお笑いコンビ。

## 概要・略歴
2008年まで、武田はトリオ『アンテナッパ』、見附も2005年2月より『ロケットダッシュ』というコンビで活動。2008年6月に解散。同年12月に武田がアンテナッパを脱退（アンテナッパは現在は解散）、武田から見附に話を持ちかけて結成、2009年1月13日より爽快パンクとして活動を開始。結成の話を持ちかけた当時は、武田はまだ完全に脱退となっていなかった。2010年10月に解散。

## メンバー
- 武田勝義（たけだ かつよし、1978年3月28日 - ）
本名：同じ。主にボケ担当。大阪府出身。立ち位置は向かって左。
身長172cm、体重57kg、足のサイズ・26.0cm、血液型B型。
趣味は、ツーリングと服作り。芸人以前の頃は俳優をやっていた。
解散後は芸能界を引退し、東京都内の一般企業に勤めている。

- 見附拓摩（みつけ たくま、1982年1月24日 - ）
本名：同じ。主にツッコミ担当。福井県出身。立ち位置は向かって右。
福井県立科学技術高等学校卒業。
身長171cm、体重63kg、足のサイズ・26.5cm、血液型O型。
バスケットボールが得意。
趣味は、スケートボード。
ピンネタは、作業着にヘルメットという工事現場での姿で、「ショート現場」「現場あるある」のネタを言っていくというのが主である。2010年のR-1ぐらんぷりでは2回戦に進出。
2011年1月にピン芸人だったいとーじゅんと「カンフーガール」を結成。現在も第一線で活躍中。